# リベラシオン
リベラシオン (仏: Libération, 愛称: Libé) は、フランスの日刊紙。1973年にジャン＝ポール・サルトル、セルジュ・ジュリ、フィリップ・ガヴィ、ベルナール・ラルマンおよびジャン＝クロード・ベルニエによりパリで創刊された。おおまかには、現在の編集見解は、中道左派である。
当初は左派の新聞であったが、特に1980年代と1990年代に何度も交代劇を経て、最近の2005年1月にはエドゥアール・エチエンヌ・ド・ロッチルドが37パーセントの資本を取得している。セルジュは欧州憲法 （TCE） に関する国民投票で賛成票を投じようというキャンペーンを張ったが、その結果、相当数の左派読者が『リベラシオン』から遠ざかった。
2007年現在、約140,000の部数が発行されている。また、日刊紙としてフランスで初めてウェブサイトを開設した。

## 歴史

### 第一期 (1973-1981)
ジャン＝ポール・サルトルが創立し、1973年2月3日発刊した。サルトルは1974年5月24日まで主筆を勤めた。
新聞は当初、非階層構造的に作製され、編集長から守衛まで給料は同額であった。しかしこれは後に「通常の構造」に変えられた。1980年代初めには広告を掲載し、その資金調達に関与を許すようになった。これは、以前には考えられなかったことだったが、その後も中道左派の編集スタンスは維持し続けた。

### 第二期 (1981-現在)
いく度かの危機を経て、1981年2月に発刊を一時停止した。セルジュ・ジュリを新しく取締役に据え紙面の体裁を一新し、5月13日に刊行を再開した。
革新的な編集路線を明確に自認し、通常は、人種差別反対主義、フェミニズム、労働者の権利を支持している。どの政党にも属してはいないが、その理論的根源が1968年にフランスで起きた五月革命にあるため、左翼的傾向にある。共同創設者であり元編集長でもあるセルジュ・ジュリーによれば、『リベラシオン』は活動家の新聞ではあるが、いかなる特定政党をも支持せず、反権力の動きをとり、一般に右翼政権とも左翼政権とも関係は良くないという。リベラシオンの社説ページ（rebonds）は、多方面からの政治的見解を展開する。『リベラシオン』のうたう独立性、反権力傾向の例を挙げると、1993年に社会党の元大統領フランソワ・ミッテランの違法な盗聴計画をリークしている。
文化的・社会的な出来事に対する、型にはまらない見解でも知られている。例えば、犯罪やその他の出来事に対する報道に加え、日々の刑事裁判も年代別に記録した。セルジュ・ジュリが述べたように、「『リベラシオン』の平衡は、反体制文化と政治的急進派の組み合わせに存在する」のである。しかし批評家は、この急進主義は1970年代に衰えており、リベラシオンはもはや真の左派新聞ではないと主張する。2005年の、欧州憲法（TCE）を支持するという主筆の決定は、多くの読者に批判された。これらの読者はのちに、TCEはリベラルに過ぎ、「ヨーロッパ連合」のしっかりした基礎に不可欠の社会的見地が不足している、と見て「支持しない」に投票した。
2017年、『リベラシオン』のファクトチェック部門がポインター研究所の国際ファクトチェックネットワークのメンバーに認定された。

### エドアール・ド・ロッチルドの介入
2005年、資金繰りが悪化。セルジュ・ジュリはエドゥアール・ド・ロッチルドの出資を受け入れるよう委員会に働きかけた。委員会は2005年1月20日に同意したが、直後に労働争議がおこった。2005年11月25日、新聞は52人の労働者のレイオフに対してストライキを行った。ロッチルドは編集の決定には干渉しないと約束していたが、経営者としては十分に活発な活動を行っていなかったと決断した。2006年5月には、「Ecrans」（テレビ、インターネット、映画を扱う冊子）および「R」と呼ばれる付録紙を付した週末誌『Libé week-end』の発刊を発表した（「R」は、同年の9月に中止された）。
2006年6月13日、ジュリは編集スタッフに、ロッチルドが新聞への増資の条件として、ルイ・ドレフュス（ジェネラル・ディレクター）とジュリ自身が新聞を去るよう要求したと伝えた。ジュリは新聞の存続が自分の判断にかかっていると考え、これを受け入れた。ジャーナリストはショックを受け、翌日には公式声明を発表して、新聞の創設者を讃えるとともに、報道の独立への危惧を訴えた。ジュリは2006年6月30日、『リベラシオン』紙を去った：
| 「 | Le chef d'orchestre que je fus vous dit adieu. Le journaliste que je suis est infiniment triste de ne plus pouvoir écrire ici. Le lecteur que je vais demeurer vous dit à tous au revoir. かつての指揮者としての私は、あなた方に別れを告げる。 現役ジャーナリストとしての私は、もうここに書けないことを限りなく悲しんでいる。 これからも変わらず読者であり続ける私は、あなた方皆に再会を約そう。 | 」 |

リベラシオン初の管理部長、ベルナール・ラユモンとロッチルドとの論争は、『ル・モンド』紙上で起こった。2006年7月4日付のコラムで、ジュリが辞めたことで「書くことが何かを意味した」時代は終わった、と主張した。ラユモンは、『リベラシオン』のみならず、新聞界全体の将来が厳しいものであると指摘した。サルトルの有名な言葉「金融に思想はない（ L'argent n'a pas d'idées.）」を引用し、ロッチルドの介入を批判した。のちにラユモンは自身のブログで、「ロッチルドはもともと新聞に歴史に残る愛着があったわけではない、新聞自身にではなく金儲けに興味があっただけだ」と主張した。2006年7月6日には、ロッチルドが「『リベラシオン』は助力と、精神的・知的・経済的支援を必要としている。『リベラシオン』はレクイエムを必要としているわけではない」と意見表明した。
2007年1月末には、合計276人の従業員のうち、62人が『リベラシオン』を辞めようとしていた。この中には、1973年の創業以来働いてきた編集長のアントワーヌ・ド・ゴドマーやアルベール・ロンドル賞を受賞したソルジュ・シャランドン（fr:Sorj Chalandon）、1981年から働いてきた副編集長のピエール・アスキも含まれた。
2005年末に『リベラシオン』を辞めた55人を含め、ロッチルドの資本介入以来解雇された従業員の数は約150に上る。これには、フロランス・オブナ、ドミニク・シモノ、アントワーヌ・ド・ベック、ジーン・アツフェルドなど、辞職した人々の数は含まれていない。
2007年5月、ピエール・アスキやパスカル・リシェ（『リベラシオン』の特集担当記者）など、リベラシオンの元記者が集まってニュース・ウェブサイトの『Rue89』を立ち上げた。

## 発行部数統計
| 年       | 1999    | 2000    | 2001    | 2002    | 2003    | 2004    | 2004-2005 |
| -------- | ------- | ------- | ------- | ------- | ------- | ------- | --------- |
| 発行部数 | 169 427 | 169 011 | 171 551 | 164 286 | 158 115 | 146 109 | 140 334   |